# Liste des évêques de Nice
Cet article présente la liste des évêques du diocèse de Nice.
Dans les limites administratives actuelles de Nice, il y avait dans l'Antiquité deux évêchés, l'évêché de Cimiez et l'évêché de Nice. On connaît par les textes deux évêques de Cimiez d'après Louis Duchesne : 
- Valerianus qui a participé aux conciles de Riez en 439, et au concile de Vaison en 442. Son nom apparaît dans les lettres arlésiennes de 450 et 451, puis dans le différend entre l'abbaye de Lérins et l'évêque de Fréjus discuté au concile d'Arles de 455 ;
- Magnus qui signe au concile d'Orléans de 549 comme évêque de Nice et de Cimiez, et comme évêque de Cimiez au concile d'Arles de 554.

Le diocèse de Cimiez a été réuni à celui de Nice peu après.

## Antiquité
- Bassus ou Basse, saint fêté le 5 décembre[1],  supposé être le premier évêque, après l'évangélisation par saint Barnabé[2].
- inconnu 314, en Nice
- Armantius 381-439
- Valerianus 439-455, en Cimiez
- Saint Valerius 455-462
- Aussonius 462-466
- Saint Dutherius 466-549

## Moyen Âge
- Magnus 549-581, Nice et Cimiez uni ; participe au concile d'Arles de 554.
- Austadius[3] ?
- Catulinus 585-614
- Abraham 614-?

- lacune -

- Saint Syagrius 777-788
- Johannes 788-791

- lacune -

- Frodonius 999-1004
- Bernard Ier 1004-1011
- Pons II 1011-1027[4]
- Goffredus 1027-1030
- Pons III 1030-1033
- André Ier 1033-1034
- Nitard Ier 1037-1040, ancien chanoine de Saint-Mary de Forcalquier[5].
- André II 1042-1051
- Raimond Ier 1064-1074
- Bernon 1074-1078
- Archimbaud 1078-1108
- Isnard 1108-1114
- Pierre Ier 1115-1149
- Arnaud 1151-1164
- Raimond Laugier 1164-1182
- Pierre II 1183-1191
- Jean 1200-1207
- Henri Ier 1208-1236
- Mainfroi 1238-1246
- Nitard II 1247-1251
- Pierre III 1257-1272
- Hugues 1285-1292
- Bernard Chabaud de Tourettes 1294-1302
- Raimond III 1304-1316
- Guillaume Ier de Saint-Marcel 1317-1323
- Rostang 1323-1329
- Jean Artaud 1329-1334
- Raimond IV 1334-1335
- Guillaume II 1335-v.1348
- Pierre Sardina 1348-1360
- Laurent Le Peintre (Pictoris) 1360-1367
- Roquesalve de Soliers 1371-1380
- Nicolas, 1380, cardinal administrateur
- Jean de Tournefort 1382-1400
- Damien Zavaglia 1385-1388
- François 1403-1409
- Jean Burle 1409-1418
- Antoine Clément 1418-1422
- Aymon/Aimon Ier de Chissé 1422-1427
- Aymon/Aimon/Aimond II de Chissé 1427[6]
- Louis Badat 1428-1444
- Aimon/Aymon III Provana de Leyni 1446-1460
- Henri de Albertis 1461-1462, mais ne semble pas avoir pris possession[7].
- Barthélemy Chuet 1462-1501[8]

## Temps modernes
- Jean de Loriol 1501-1506 
  - Bonifacio Ferrero 1501-1504 (administrateur)
  - Augustin Ferrero 1506-1511, administrateur
- Jérôme de Capitani d'Arsago 1511-1542
- Girolamo Recanati Capodiferro (Jérôme Capodiferro) 1542-1544, cardinal
- Jean-Baptiste Provana de Leyni 1544-1548
- François de Lambert 1549-1582
- Jean Louis Pallavicini 1583-1598
- François Martinengo 1600-1620
- Pierre Maletti 1622-1631
- Jacquemin Marenco 1634-1644
- Didier Palletis 1644-1655
- Hyacinthe Solaro de Moretta 1659-1663
- Diego della Chiesa 1665-1669
- Henri Provana de Leyni 1671-1706

- vacance 1706-1727

- Raymond Recrosio 1727-1732
- Charles Cantoni 1741-1763
- Jacques Astesan 1764-1778
- Charles-Eugène de Valperga de Maglione 1780-1801

## Époque contemporaine
- Jean-Baptiste Colonna d'Istria 1802-1833
- Domenico Galvano 1833-1855
- Jean-Pierre Sola 1857-1877
- Mathieu Victor Balaïn 1877-1896
- Henri-Louis Chapon 1896-1926
- Louis-Marie Ricard 1926-1929
- Paul Rémond 1930-1963
- Jean Mouisset 1963-1984, retiré en 1984, mort en 1993
- François Saint Macary 1984-1997
- Jean Bonfils 1998-2005
- Louis Sankalé 28 mars 2005-8 août 2013[9]
  - vacance (Guy Thomazeau, administrateur apostolique[9]) : 8 août 2013 au 6 mars 2014
- André Marceau 6 mars 2014[10]-9 mars 2022
- Jean-Philippe Nault depuis le 9 mars 2022[11]

### Sources et bibliographie
- (la) Pietro Gioffredo, « Niciensibus Antiquitas Episcopatus Niciensis, & Cemenelensis, Quis Primus Niciensis Episcopus ? », dans Nicaea civitas sacris monumentis illustrata, Augustæ Taurinorum (Turin), typis Io. Iacobi Rustis, 1658 (lire en ligne), p. XVII-XVIII, 153-213
- Annuaire historique 1847 (Année 1848), p. 43-46
- Trésor de chronologie (TC), p. 1455-1456 et adenda p. 2163
- Françoise Hildesheimer (dir.), Histoire des diocèses de France : Les Diocèses de Nice et Monaco, Paris, Éditions Beauchesne, 1984, 387 p. (ISBN 978-2-70101-095-3, lire en ligne), chap. 17. .
- Louis Duchesne, Fastes épiscopaux de l'ancienne Gaule. Provinces du Sud-Est (tome premier), vol. 3, Paris, Thorin et fils, 1894, 356 p. (lire en ligne), p. 147-211.
- Louis Duchesne, Fastes épiscopaux de l'ancienne Gaule. Provinces du Sud-Est (tome premier), Paris, Albert Fontemoing. Anc. Thorin et fils, 1907, 2e éd. (lire en ligne), p. 296-299.
- Jean-Rémy Palanque, « Les évêchés provençaux à l'époque romaine », Provence historique, t. 1,‎ 1951, p. 105-143 (lire en ligne [PDF]).
- Jean-Marie Roux, « Les évêchés provençaux de la fin de l'époque romaine à l'avènement des Carolingiens (476 - 751) », Provence historique, t. XXI,‎ 1971, p. 373-420 (lire en ligne [PDF]).